# Sorriso
Sorriso är en kommun i Brasilien.   Den ligger i delstaten Mato Grosso, i den centrala delen av landet, 900 km väster om huvudstaden Brasília. Antalet invånare är 66 506.
Trakten runt Sorriso består till största delen av jordbruksmark. Runt Sorriso är det glesbefolkat, med 8 invånare per kvadratkilometer.